# Stanislav Štech
Stanislav Štech, né le 23 août 1954 à Podbořany, est un professeur des Universités et homme politique tchèque.